# 郜光先
郜光先（1534年—1589年），字子孝，號文川，山西潞安府長治縣人，明朝政治人物。

## 生平
嘉靖三十四年（1555年）乙卯科山西鄉試第二十七名舉人，三十八年（1559年）中式己未科會試第一百八十一名，三甲第七十三名進士。授上海縣知縣，以治行卓异，四十一年（1562年）十一月升福建道監察御史、巡按贵阳，隆慶二年（1568年）巡按湖广，弹劾辽王十三大罪，又巡按山西，论劾总理屯盐右佥都御史庞尚鹏。三年（1569年）正月升大理寺右寺丞，四年（1570年）十月升大理寺右少卿，十二月擢都察院右佥都御史、巡抚延绥，六年（1572年）十二月改巡抚陕西，万历二年（1574年）二月以三年考满加升右副都御史，三年（1575年）三月改左副都御史、協理都察院事，四年（1576年）正月阅视蓟辽保定边务，绘各边形胜图进览，五年（1577年）十二月升兵部右侍郎，六年（1578年）六月升兵部左侍郎兼都察院右副都御史、总督陕西三边军务，九月以母亲去世，回籍丁忧。十一年（1583年）十一月起原官，总督如故，十三年（1585年）十一月秩满，升兵部尚书兼都察院左副都御史、总督如故，十五年（1587年）加太子少保，予诰命。闻父病笃，一恸辄僵不起，十七年（1589年）四月卒，享年五十七。讣闻，诏赠太子太保，予祭四坛，命行人董葬事。

## 家族
曾祖郜環；祖父郜祿；父郜欽，號南庵。